# 沈端节
沈端节，字约之，号克斋，吴兴人，後遷居溧阳，宋代政治人物。初為蕪湖知縣，先後升任衡州知州、江東茶鹽，官至朝散大夫，著有《克斋集》，淳熙年間去世，子孫居於溧阳。